# Loxoconcha tricornata
Loxoconcha tricornata är en kräftdjursart som först beskrevs av Krutak 1971.  Loxoconcha tricornata ingår i släktet Loxoconcha och familjen Loxoconchidae. Inga underarter finns listade i Catalogue of Life.